# William Healey Dall

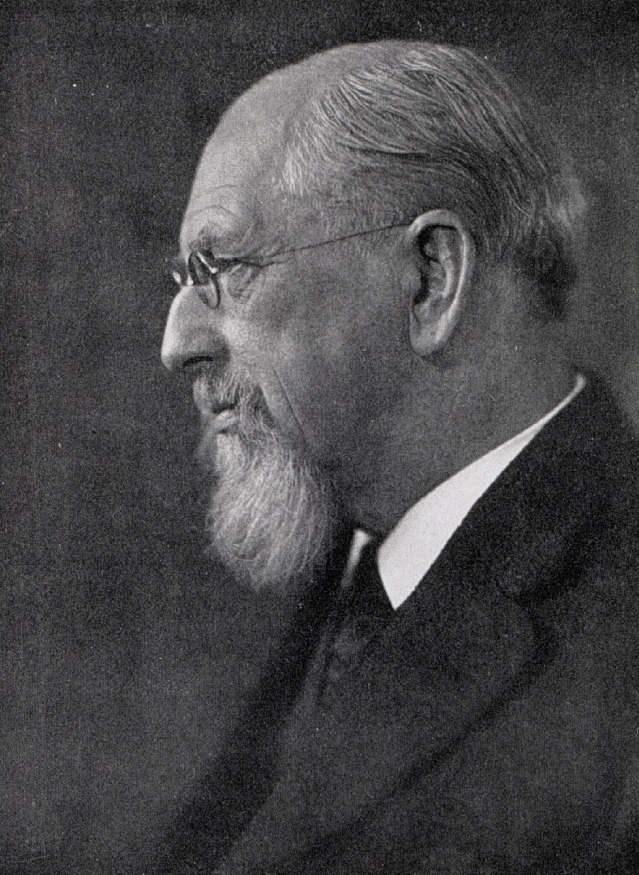
William Healey Dall

William Healey Dall (Boston, 21 augustus 1845 – 27 maart 1927) was een Amerikaans malacoloog. Hij beschreef vele weekdieren van de Pacific Northwest.
In Alaska werd Lemesurier Island door Dall vernoemd naar William Le Mesurier (1767–1833), een adelborst op de HMS Chatham. En de Sumner Strait door hem naar Charles Sumner. Naar Dall is het Dall Island vernoemd.